# Keşla FK
Keşla FK (az. Keşlə Futbol Klubu) er en fodboldklub, der spiller i den bedste liga i Aserbajdsjan.
Klubben vandt det aserbajdsjanske mesterskab i 2006 og 2009, samt pokalturneringen i 2005.

## Historiske slutplaceringer

### Inter FK (2004–2017)
| Sæson   | Niveau | Liga           | Placering | Kilde  | Notering |
| ------- | ------ | -------------- | --------- | ------ | -------- |
| 2004-05 | 1.     | Premyer Liqası | 7.        | [ 1 ]  |          |
| 2005-06 | 1.     | Premyer Liqası | 4.        | [ 2 ]  |          |
| 2006-07 | 1.     | Premyer Liqası | 4.        | [ 3 ]  |          |
| 2007-08 | 1.     | Premyer Liqası | 1.        | [ 4 ]  |          |
| 2008-09 | 1.     | Premyer Liqası | 2.        | [ 5 ]  |          |
| 2009-10 | 1.     | Premyer Liqası | 1.        | [ 6 ]  |          |
| 2010-11 | 1.     | Premyer Liqası | 5.        | [ 7 ]  |          |
| 2011-12 | 1.     | Premyer Liqası | 3.        | [ 8 ]  |          |
| 2012-13 | 1.     | Premyer Liqası | 3.        | [ 9 ]  |          |
| 2013-14 | 1.     | Premyer Liqası | 2.        | [ 10 ] |          |
| 2014-15 | 1.     | Premyer Liqası | 2.        | [ 11 ] |          |
| 2015-16 | 1.     | Premyer Liqası | 4.        | [ 12 ] |          |
| 2016-17 | 1.     | Premyer Liqası | 3.        | [ 13 ] |          |

### Keşla FK
| Sæson   | Niveau | Liga           | Placering | Kilde  | Notering |
| ------- | ------ | -------------- | --------- | ------ | -------- |
| 2017-18 | 1.     | Premyer Liqası | 6.        | [ 14 ] |          |
| 2018-19 | 1.     | Premyer Liqası | 8.        | [ 15 ] |          |
| 2019-20 | 1.     | Premyer Liqası | 3.        | [ 16 ] |          |
| 2020-21 | 1.     | Premyer Liqası | 6.        | [ 17 ] | CUP      |
| 2021-22 | 1.     | Premyer Liqası | .         | [ 18 ] |          |

## Europæisk deltagelse
| Sæson   | Runde    | Modstander        | Hjemme | Ude | V | U | T | Mål  | P  |
| ------- | -------- | ----------------- | ------ | --- | - | - | - | ---- | -- |
| 2006-07 | 1. kval. | Sioni Bolnissi    | 1-0    | 0-2 | 1 | 0 | 1 | 1-2  | 3  |
| 2008-09 | 1. kval. | Rabotnicki Skopje | 0-0    | 1-1 | 0 | 2 | 0 | 1-1  | 2  |
| -       | 2. kval. | Partizan Beograd  | 1-1    | 0-2 | 0 | 1 | 1 | 1-3  | 1  |
| 2009-10 | 2. kval. | FK Ekranas        | 4-2    | 2-2 | 1 | 1 | 0 | 6-4  | 4  |
| -       | 3. kval. | Levski Sofia      | 0-0    | 0-2 | 0 | 1 | 1 | 0-2  | 1  |
| Total   | -        | -                 | 6-3    | 3-9 | 2 | 5 | 3 | 9-12 | 11 |

## Eksterne links
- Keşla FK på Soccerway